# Püspökhatvan
Püspökhatvan é um município da Hungria, situado no condado de Peste. Tem 24,72 km² de área e sua população em 2015 foi estimada em 1.395 habitantes.